# Жоробеков Жолборс Жоробекович
Жолборс Жоробекович Жоробеков (нар. 15 жовтня 1948 року, с. Жал Ноокатського району Ошської області Киргизької РСР) — державний і громадський діяч Киргизії, педагог, історик, політолог, доктор політичних наук, професор. Член Спілки журналістів Киргизії. Відмінник народної освіти республіки. Відмінник профтехосвіти.

## Біографія
Трудову діяльність розпочав у 1966 році завідувачем сільської бібліотеки, в 1967—1968 — учитель початкових класів. В 1969 році вступив на історичний факультет Киргизького державного університету в м. Фрунзе.
Після закінчення університету в 1974 році працював в Інституті історії АН Киргизької РСР. У 1979—1982 рр. навчався в аспірантурі Киргизького держуніверситету. Кандидат філософських наук.
У 1982—1993 — викладач, доцент Інституту російської мови і літератури, потім в 1993—1993 рр. працював старшим науковим співробітником Державного інституту мов і гуманітарних наук. Доктор політичних наук.
Завідувач інформаційно-аналітичним центром апарату Ошської обласної адміністрації (1993—1995), пізніше — депутат, голова комітету з питань міжнаціональних відносин, релігії та громадським організаціям Законодавчих зборів Жогорку Кенеша Киргизької Республіки (1995—1999).
1999—2002 — голова комісії у справах релігій при Уряді Киргизької Республіки.
З 2002 р. — завідувач кафедри соціально-гуманітарних дисциплін Киргизької державної юридичної академії.
У 2005 — виконував обов'язки ректора Бішкекського гуманітарного університету (БДУ) ім. [Архівовано 1 грудня 2017 у Wayback Machine.] К. [Архівовано 1 грудня 2017 у Wayback Machine.] Карасаева [Архівовано 1 грудня 2017 у Wayback Machine.].
З серпня 2006 по лютий 2007 — директор Держагентства у справах релігій при уряді Киргизії.
Автор 3 монографій, понад 100 наукових і науково-публіцистичних статей, ряду книг, у тому числі:
- «Парламент і деякі проблеми соціальної політики»,
- «Етнодемографічні процеси»,
- «Етнодемографічні процеси вчора, сьогодні, завтра».

## Нагороди
- Медаль «1000 років епосу Манас»
- Почесний громадянин м. Кизил-Кия.